# IC 4360
IC 4360 — галактика типу SB/P () у сузір'ї Діва.
Цей об'єкт міститься в оригінальній редакції індексного каталогу.